# Shorttrack-Weltmeisterschaften 2015
Die Shorttrack-Weltmeisterschaften 2015 fanden vom 13. bis zum 15. März 2015 im Eispalast Krylatskoje in Moskau statt.
Die Wahl auf Moskau traf die ISU im Juni 2012. Insgesamt wurden zehn Wettbewerbe ausgetragen, jeweils für Frauen und Männer Einzelrennen über 500, 1000, 1500 und 3000 Meter. Zusätzlich gab es Staffelwettbewerbe, bei den Frauen über 3000 Meter und bei den Männern über 5000 Meter.

## Sieger

### Medaillenspiegel
| Rang   | Land                   | Gold | Silber | Bronze | Gesamt |
| ------ | ---------------------- | ---- | ------ | ------ | ------ |
| 1      | Südkorea               | 5    | 4      | 3      | 12     |
| 2      | Volksrepublik China    | 3    | 1      | 4      | 8      |
| 3      | Niederlande            | 2    | 1      | 1      | 4      |
| 4      | Italien                | 1    | 1      | 3      | 5      |
| 5      | Russland               | 1    | 0      | 0      | 1      |
| 6      | Vereinigtes Königreich | 0    | 2      | 0      | 2      |
| 6      | Ungarn                 | 0    | 2      | 0      | 2      |
| 8      | Kanada                 | 0    | 1      | 1      | 2      |
| Gesamt | Gesamt                 | 12   | 12     | 12     | 36     |

### Männer
| Disziplin      | Gold                                                                          | Gold      | Silber                                                          | Silber    | Bronze                                                                   | Bronze    |
| -------------- | ----------------------------------------------------------------------------- | --------- | --------------------------------------------------------------- | --------- | ------------------------------------------------------------------------ | --------- |
| Mehrkampf      | Sjinkie Knegt Niederlande                                                     | 63 Punkte | Park Se-yeong Südkorea                                          | 63 Punkte | Wu Dajing Volksrepublik China                                            | 55 Punkte |
| 500 m          | Wu Dajing Volksrepublik China                                                 | 41,032    | Sándor Liu Shaolin Ungarn                                       | 41,133    | Han Tianyu Volksrepublik China                                           | 41,133    |
| 1000 m         | Park Se-yeong Südkorea                                                        | 1:25,155  | Charles Hamelin Kanada                                          | 1:25,189  | Shi Jingnan Volksrepublik China                                          | 1:25,225  |
| 1500 m         | Semjon Jelistratow Russland                                                   | 2:18,096  | Sjinkie Knegt Niederlande                                       | 2:18,104  | Charles Hamelin Kanada                                                   | 2:18,117  |
| 3000 m         | Sjinkie Knegt Niederlande                                                     | 5:05,321  | Park Se-yeong Südkorea                                          | 5:05,344  | Wu Dajing Volksrepublik China                                            | 5:06,093  |
| 5000-m-Staffel | Volksrepublik China Wu Dajing Chen Dequan Xu Hongzhi Han Tianyu Shi Jingnan * | 6:55,228  | Ungarn Viktor Knoch Csaba Burján Sándor Liu Shaolin Shaoang Liu | 6:56,024  | Niederlande Daan Breeuwsma Freek van der Wart Sjinkie Knegt Mark Prinsen | 6:56,321  |

### Frauen
| Disziplin      | Gold                                                                     | Gold      | Silber                                                                   | Silber    | Bronze                                                                | Bronze    |
| -------------- | ------------------------------------------------------------------------ | --------- | ------------------------------------------------------------------------ | --------- | --------------------------------------------------------------------- | --------- |
| Mehrkampf      | Choi Min-jeong Südkorea                                                  | 89 Punkte | Arianna Fontana Italien                                                  | 68 Punkte | Shim Suk-hee Südkorea                                                 | 47 Punkte |
| 500 m          | Fan Kexin Volksrepublik China                                            | 43,866    | Elise Christie Vereinigtes Königreich                                    | 44,139    | Arianna Fontana Italien                                               | 55,723    |
| 1000 m         | Choi Min-jeong Südkorea                                                  | 1:32,730  | Elise Christie Vereinigtes Königreich                                    | 1:32,782  | Arianna Fontana Italien                                               | 1:32,903  |
| 1500 m         | Arianna Fontana Italien                                                  | 2:31,392  | Shim Suk-hee Südkorea                                                    | 2:31,472  | Choi Min-jeong Südkorea                                               | 2:31,502  |
| 3000 m         | Choi Min-jeong Südkorea                                                  | 5:40,480  | Shim Suk-hee Südkorea                                                    | 5:40,908  | Kim A-lang Südkorea                                                   | 5:41,071  |
| 3000-m-Staffel | Südkorea Noh Do-hee Shim Suk-hee Kim A-lang Choi Min-jeong Jeon Ji-soo * | 4:18,550  | Volksrepublik China Fan Kexin Han Yutong Lin Yue Tao Jiaying Zhou Yang * | 4:15,095  | Italien Arianna Fontana Lucia Peretti Elena Viviani Arianna Valcepina | 4:20,916  |

* Nicht im Finale eingesetzt